# Меморіал Івана Глінки 1996
Тихоокеанський кубок (англ. Pacific Cup) — 6-й міжнародний юніорський хокейний турнір.

## Підсумкова таблиця
| М  | Команда   | І | В | Н | П | Ш     | О |
| -- | --------- | - | - | - | - | ----- | - |
| 1. | США       | 3 | 3 | 0 | 0 | 19:8  | 6 |
| 2. | Канада    | 3 | 1 | 1 | 1 | 10:10 | 3 |
| 3. | Японія    | 3 | 1 | 0 | 2 | 6:14  | 2 |
| 4. | Фінляндія | 3 | 0 | 1 | 2 | 6:9   | 1 |

- США — Канада 6:5
- Японія — Фінляндія 3:2
- Канада — Японія 4:3
- Фінляндія — США 3:5
- США — Японія 8:0
- Фінляндія — Канада 1:1

## Плей-оф

### Півфінали
- США — Фінляндія 5:2
- Канада — Японія 6:0

### Матч за 3 місце
- Фінляндія — Японія 11:0

### Фінал
- Канада — США 5:1